# Eine ideale Stadt
Eine ideale Stadt ist eine Erzählung von Jules Verne, die unter dem französischen Titel Une ville idéale am 13./14. Dezember 1875 im Journal d’Amiens veröffentlicht wurde.

## Handlung

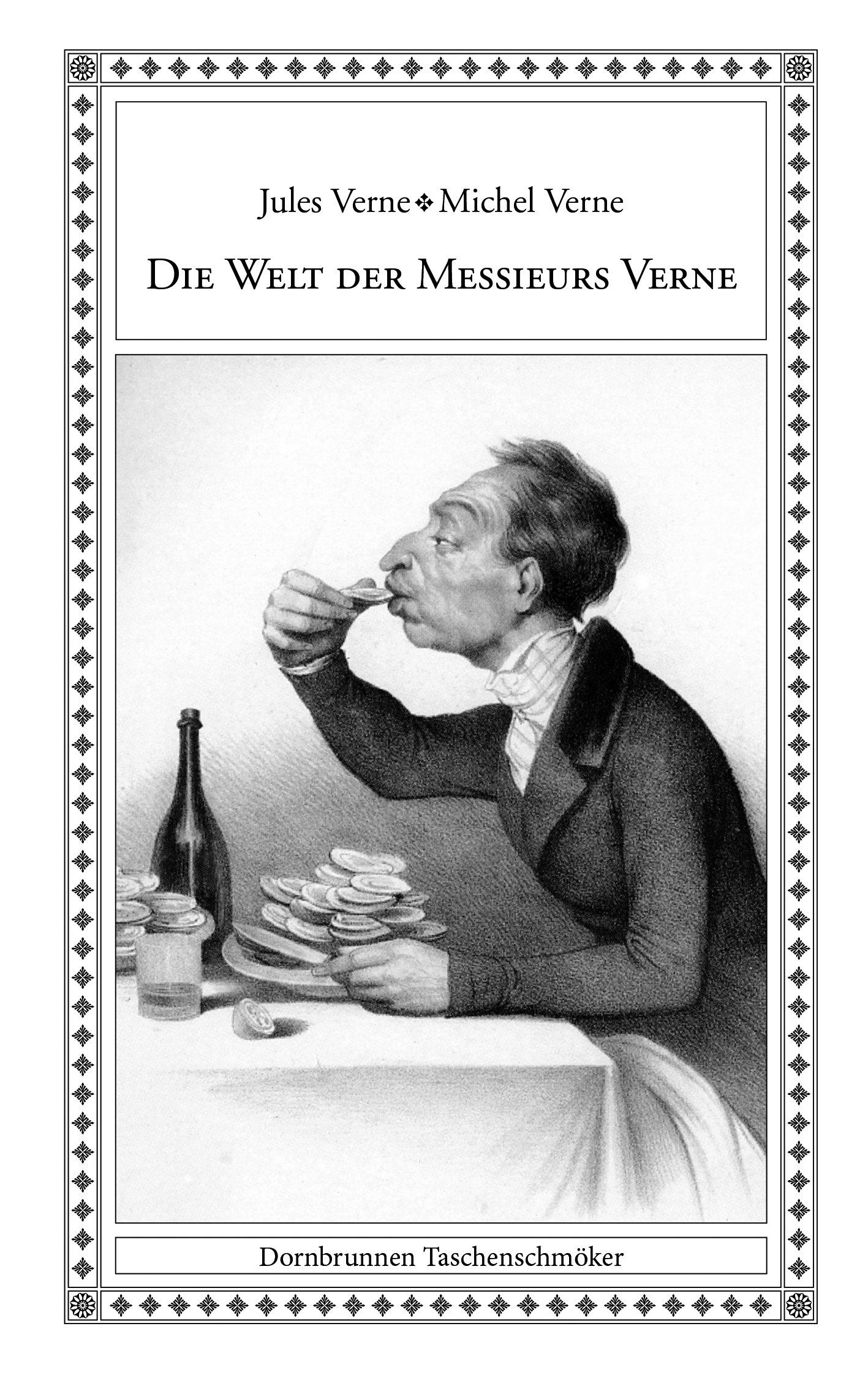
Der Sammelband Die Welt der Messieurs Verne (Edition Dornbrunnen 2018) enthält Jules Vernes Erzählung Eine ideale Stadt

Jules Verne, Direktor der Akademie von Amiens, berichtet seinen Kollegen von einem Traum, in dem er einen Rundgang durch die Stadt Amiens des Jahres 2000 unternimmt. Dank der architektonischen, technologischen, medizinischen und sozialen Veränderungen, welche Amiens inzwischen durchlaufen hat, erkennt Jules Verne seine Stadt kaum wieder.

## Hintergrund
Die Erzählung basiert auf einem Vortrag, den Jules Verne am 12. Dezember 1875 auf der öffentlichen Jahresversammlung der Akademie von Amiens gehalten hat. Der Autor war seit 1872 Mitglied der Akademie und stand ihr in den Jahren 1875 und 1881 als Vorsitzender vor. Der Text, der auch Elemente seines zum damaligen Zeitpunkt unveröffentlichten Romans Paris im 20. Jahrhundert enthält, berichtet auf satirische Art von der zukünftigen Bewältigung sozialer und städtebaulicher Probleme.
Das französische Original der Erzählung wurde 1999 vom Centre International Jules-Verne wiederveröffentlicht. Eine deutsche Übersetzung von Volker Dehs erschien 2002 in den Chroniken der Science-Fiction-Gruppe Hannover; eine überarbeitete Fassung erschien 2018 in dem Sammelband Die Welt der Messieurs Verne.

## Bibliografie (Auswahl)
- Jules Verne: Eine ideale Stadt (Übers. Volker Dehs). In: Chronik 199  (SFGH). Science Fiction Gruppe Hannover, Hannover 2002.
- Jules Verne, Michel Verne: Die Welt der Messieurs Verne. Unterhaltsame Plaudereien, Geschichten und Gedichte. Edition Dornbrunnen, Berlin 2018, ISBN 978-3-943275-30-8.